# Ingmar Streese
Ingmar Streese (* 29. April 1964 in Bremen) ist ein deutscher politischer Beamter. Er war von 2018 bis 2021 Staatssekretär in der Senatsverwaltung für Umwelt, Verkehr und Klimaschutz des Landes Berlin. Seit 2022 ist er Abteilungsleiter für Klimaschutz, Energie und Mobilität im 
Ministerium für Klimaschutz, Umwelt, Energie und Mobilität  des Landes Rheinland-Pfalz.

## Leben
Ingmar Streese absolvierte 1983 das Abitur im niedersächsischen Schwanewede. Die anschließende Berufsausbildung zum Gärtner in Bad Zwischenahn schloss er 1985 ab. Von 1987 bis 1992 absolvierte er ein Biologiestudium an der Universität Oldenburg und schloss es mit Diplom ab.
Streese war von 1993 bis 1995 Leiter des Europabüros der Stiftung Euronatur in Brüssel. Von 1995 bis 1998 war er Referent bei Michaele Hustedt (MdB, Bündnis 90/Die Grünen) in Bonn. 1998 wurde Streese Repräsentant des Landes Schleswig-Holstein in Bundesrats-Ausschüssen für Umwelt- und Forstangelegenheiten und blieb das, bis er im Jahr 2000 die Leitung des Büros des damaligen Ministers Klaus Müller im schleswig-holsteinischen Ministerium für Umwelt, Natur und Forsten übernahm. 2003 wechselte er als Referatsleiter unter der damaligen Bundesministerin Renate Künast ins Bundesministerium für Verbraucherschutz, Ernährung und Landwirtschaft, blieb bis 2006. Zwischen 2006 und 2008 war Streese Botschaftsrat für Ernährung, Landwirtschaft und Verbraucherschutz an der Deutschen Botschaft in London (Vereinigtes Königreich) und der Botschaft in Dublin (Irland).
Von 2008 bis 2013 übernahm Streese führende Positionen in Brüssel beim Lebensmittelkonzern Mars, u. a. als Direktor für globale Nachhaltigkeitsprogramme. 2013 bis 2014 war er Referatsleiter beim Bundesministerium für Ernährung, Landwirtschaft und Verbraucherschutz. 2014 bis 2018 war er Geschäftsbereichsleiter Verbraucherpolitik und Mitglied der Geschäftsleitung beim Verbraucherzentrale Bundesverband (vzbv).
Am 11. Dezember 2018 wurde er zum Staatssekretär für Verkehr in der Berliner Senatsverwaltung für Umwelt, Verkehr und Klimaschutz ernannt. In dieser Funktion war er Nachfolger von Jens-Holger Kirchner, den Senatorin Regine Günther aufgrund dessen Erkrankung in den einstweiligen Ruhestand versetzte. Im Zuge der Bildung des Senats Giffey schied er im Dezember 2021 aus dem Amt aus.
Streese ist Mitglied bei Bündnis 90/Die Grünen, beim BUND und WWF Deutschland.